# Parafia Przemienienia Pańskiego w Wisznicach
Parafia Przemienienia Pańskiego w Wisznicach – parafia rzymskokatolicka w Wisznicach.
Parafię erygowano w 1630. Obecny kościół parafialny, murowany, został wybudowany staraniem ks. Bronisława Turskiego, konsekrowany w 1955. Architektura kościoła nawiązuje do stylu romańskiego. Zbudowano go według projektu Bohdana Pniewskiego i Jana Cybulskiego w latach 1937-1955, na fundamentach nieukończonej neogotyckiej świątyni z 1913. Wewnątrz polichromie autorstwa Zbigniewa Łoskota. W roku 2019 odmalowano wnętrze kościoła oraz polichromie. W kompleksie parafialnym znajduje się zabytkowa plebania z XIX w.
Terytorium parafii obejmuje: Curyn, Dubicę Dolną, Dubicę Górną, Łyniew, Małgorzacin, Marylin, Rowiny, Wisznice, Wisznice-Kolonię oraz Wygodę.